# أولاد أحمد (الشطيبة)
أولاد أحمد هي إحدى مشيخات المملكة المغربية، تتبع جغرافيا لإقليم قلعة السراغنة وإداريًا لالشطيبة. يقدر عدد سكانها بـ 26262 نسمة حسب الإحصاء الرسمي للسكان والسكنى لسنة 2004.